# Sannio Sciascinoso
Il Sannio Sciascinoso è un vino DOC la cui produzione è consentita nella provincia di Benevento.

## Caratteristiche organolettiche
- colore: rubino più o meno intenso
- odore: vinoso, caratteristico, gradevole
- sapore: asciutto, tipico, a volte morbido

## Storia
Già apprezzato e descritto da Plinio nella sua Naturalis Historia, è uno dei vitigni sanniti autoctoni che è anche sopravvissuto alla fillossera. Lo Sciascinoso è più noto in Campania con il suo sinonimo Olivella che deriva dalla forma allungata dell'acino, oliveforme. Oggi in Campania l'Olivella è molto diffusa ed in essa si possono riconoscere due gruppi principali di biotipi: uno riferibile allo Sciascinoso e l'altro riferibile alla vera Olivella. Il termine Sciascinoso, e tutte le sue variazioni, probabilmente era solo utilizzato nelle provincie di Avellino e Salerno. Carlucci, nel 1909, nella sua monografia in Ampelographie di Viala et Vermorel afferma che "l'Olivella e lo Sciascinoso siano varietà ben distinte sostenendo: “lo Sciascinoso è molto diffuso nelle provincie di Avellino e Salerno, meno in quella di Napoli e dintorni”.

## Produzione
Provincia, stagione, volume in ettolitri
- nessun dato disponibile